# 10243 Гоє-Майснер
10243 Гоє-Майснер (10243 Hohe Meissner) — астероїд головного поясу, відкритий 22 жовтня 1960 року.
Тіссеранів параметр щодо Юпітера — 3,303.